# Uwe Ochsenknecht

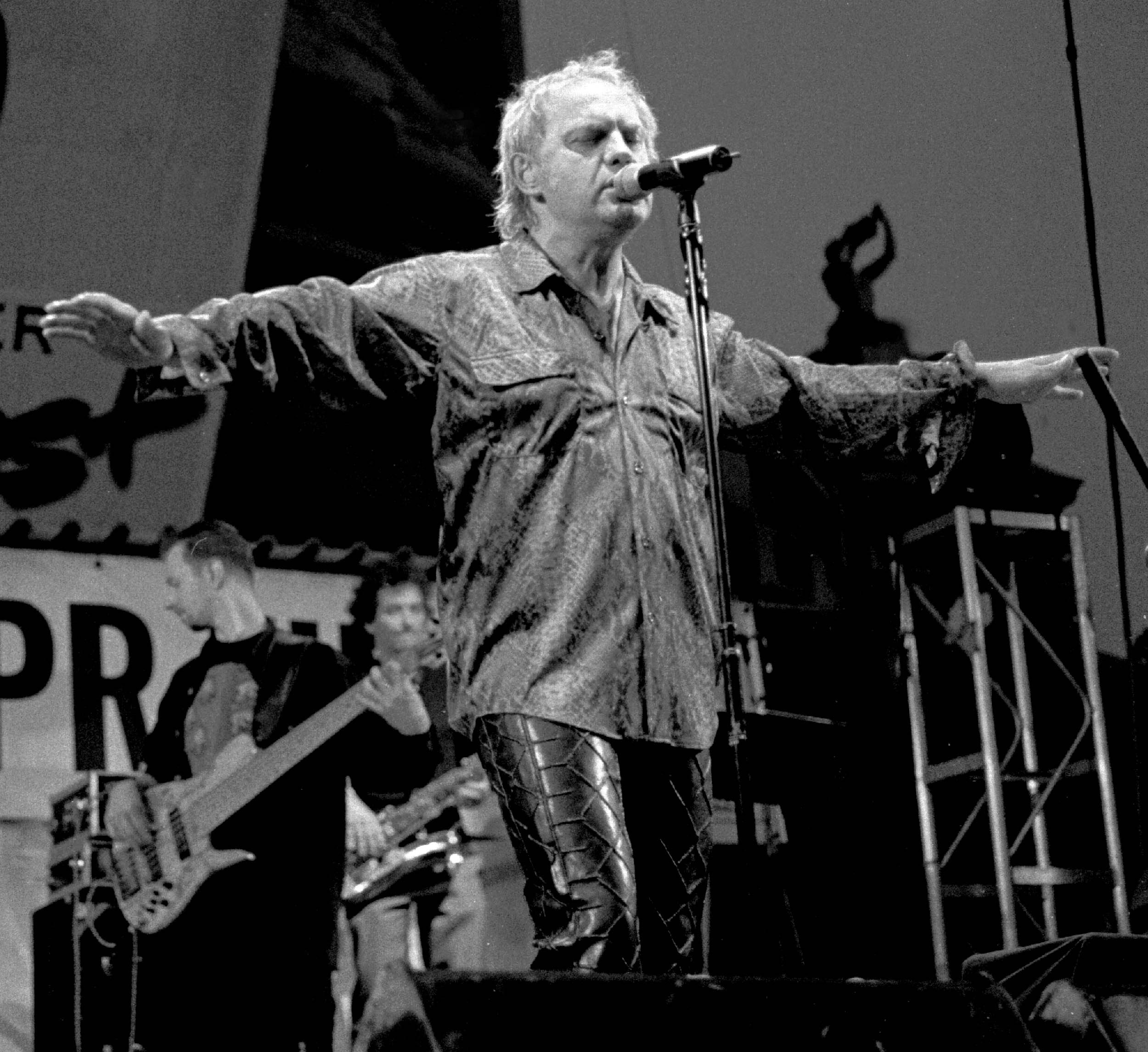
Uwe Ochsenknecht en un concierto.

Uwe Adam Ochsenknecht (Biblis, 1956) es un actor y cantante alemán nacido en el estado de Hessen. Sus hijos, Wilson González Ochsenknecht y Jimi Blue Ochsenknecht, también son actores y músicos, en este caso todavía muy jóvenes y de gran éxito entre las adolescentes.
La filmografía de Uwe es amplísima, habiendo trabajado en varias películas por año durante largas temporadas. Si bien es fundamentalmente conocido en el mundo de habla alemana y apenas en los de lengua española, posee una residencia en Mallorca, donde pasa normalmente largas temporadas. Al mismo tiempo, Sabine Carbon produjo en el año 2008 un documental hispano-alemán sobre el actor, titulado Mein Leben (Mi vida)
Su cinta más internacional es, sin duda, la película Hombres, de Doris Dörrie, realmente la primera que hizo conocer su trabajo en el resto del mundo, aunque también son reconocidas algunas de sus últimas interpretaciones, como la que realiza en el papel del papa León X en la película Lutero (2003).
En varios de sus filmes ha trabajo con sus hijos.
Sus reconocimientos profesionales son varios, entre ellos el de mejor actor alemán.

## Filmografía (Selección)
- El submarino (Das Boot, 1981)
- Hombres, hombres (Männer, 1985)
- Bismark (1990)
- Parker (1991)
- Schtonk! (1992)
- Kaspar Hauser (1994)
- El último cumpleaños (Der Alte - Der letze Geburtstag, 2000)
- Sabiduría garantizada, 2000
- Lutero (Luther, 2003)
- El mejor profesor del mundo (Der beste Lehrer der Welt, 2003)
- La panda del patio (Die wilden Kerle, 2003)
- Las partículas elementales, 2006
- Verano (Sommer, 2008)
- Crasch (2008)
- Cosas de hombres (Männersachen, 2009)